# Großer Kolpiner See
Der rund 24 ha große und durchschnittlich zwei Meter tiefe Große Kolpiner See befindet sich in der Gemeinde Reichenwalde im Landkreis Oder-Spree in Brandenburg. Das Ufer des Großen Kolpiner Sees ist größtenteils bewaldet, südwestlich des Sees befindet sich der namensgebende Ortsteil Kolpin der Gemeinde Reichenwalde und der Kleine Kolpiner See.
Im Großen Kolpiner See kommen Aale, Barsche, Brassen, Hechte, Karpfen, Rotaugen, Rotfedern, Schleien und Zander vor.